# Гаргало (Модена)
Гаргало (итал. Gargallo) је насеље у Италији у округу Модена, региону Емилија-Ромања.
Према процени из 2011. у насељу је живело 544 становника. Насеље се налази на надморској висини од 30 м.